# Cleomella angustifolia
Cleomella angustifolia är en paradisblomsterväxtart som beskrevs av John Torrey. Cleomella angustifolia ingår i släktet Cleomella, och familjen paradisblomsterväxter. Inga underarter finns listade i Catalogue of Life.